# Патарос
Патарос (грч. Δροσάτο, Дросато) је насељено место у општини Кукуш у периферији Средишња Македонија, Грчка. Према попису из 2021. године било је 523 становника.
Према бугарском географу и историчару, Василу Канчову, у Патаросу је 1900. године живело 340 Словена хришћана. Током Другог балканског рата село је настрадало од грчке војске а становништво је протерано. После рата на њихово место су биле смештене гркоманске породице из Струмице и околине, које су се после Првог светског рата вратиле у родни крај. Касније су насељене грчке избеглице, којих је на попсиу из 1928. године било 596.